# خربة الحمام
خربة الحمام قرية في ناحية خربة تين نور التابعة لمنطقة حمص في محافظة حمص في سورية.